# Греков, Пётр Исаевич
Пётр Исаевич Греков (1922—1981) — старший лейтенант Советской Армии, участник Великой Отечественной войны, Герой Советского Союза (1945).

## Биография
Пётр Греков родился 29 июня 1922 года в деревне Алёшня (ныне — Мценский район Орловской области) в семье крестьянина. Окончил семь классов школы, работал электрослесарем на угольной шахте в Сталиногорске (ныне — город Новомосковск Тульской области). В октябре 1940 года Греков был призван на службу в Рабоче-крестьянскую Красную Армию. С сентября 1941 года — на фронтах Великой Отечественной войны. Принимал участие в боях на Западном и Северо-Западном фронтах, был красноармейцем, затем командовал отделением. 5 мая 1942 года был тяжело ранен. После выписки из госпиталя в 1943 году окончил Пензенское военное артиллерийское училище. Участвовал в боях на Воронежском, 1-м Украинском, Белорусском, 1-м и 2-м Белорусских, 1-м и 3-м Прибалтийских фронтах. К январю 1945 года старший лейтенант Пётр Греков командовал батареей 76-миллиметровых орудий 89-го стрелкового полка 23-й стрелковой дивизии 61-й армии 1-го Белорусского фронта. Отличился в ходе Варшавско-Познанской операции.
14-16 января 1945 года при прорыве вражеской обороны на Магнушевском плацдарме батарея Грекова в составе штурмовой группы переправилась через Пилицу, уничтожила 10 пулемётов, 4 дота и дзота, 2 наблюдательных пункта, а также более 40 солдат и офицеров противника. Действия батареи способствовали успешному форсированию реки стрелковыми подразделениями.
Указом Президиума Верховного Совета СССР от 31 мая 1945 года за «мужество и отвагу, проявленные в Висло-Одерской операции» старший лейтенант Пётр Греков был удостоен высокого звания Героя Советского Союза с вручением ордена Ленина и медали «Золотая Звезда» за номером 7681.
После окончания войны Греков продолжил службу в Советской Армии. В 1947 году в звании старшего лейтенанта был демобилизован. Проживал в Москве. В 1949 году Греков окончил Московскую высшую партийную школу, работал инструктором ЦК профсоюза рабочих угольной промышленности. С 1952 года Греков работал начальником отдела кадров Московского нефтяного института имени И. М. Губкина, затем там же начальником 1-го отдела. Умер 14 августа 1981 года, похоронен на Хованском центральном кладбище Москвы.
В честь Грекова названа улица в Алёшне, его бюст установлен в Мемориале воинской славы в Мценске.
Был также награждён двумя орденами Красной Звезды и рядом медалей.